# 末広義一
末広 義一（すえひろ よしかず、1912年4月7日 - 1999年11月7日）は日本の大蔵官僚。

## 来歴
愛媛県三間町出身。若いころに大阪の税務署に入り、苦学して関西大学専門部法科を卒業。1951年4月 主計局大蔵第一係主査。1953年4月1日 主計局主計官（給与課）。1954年5月15日 主計局主計官（総務課（予算総括係担当））。1958年4月26日 主計局司計課長。1961年 東北財務局長。1963年5月 退官。同年 金属鉱物探鉱融資事業団監事。1964年 金属鉱物探鉱促進事業団理事。1971年 海外鉱物資源開発監査。1972年 同取締役。1974年 常務。1978年 特定船舶製造業安定事業協会理事。1999年11月7日 肺がんで死去。